# 梅貝里 (伊利諾伊州)
梅贝里（英語：Mayberry）是位於美國伊利諾伊州韋恩縣的一個非建制地區。該地的面積和人口皆未知。

## 地理
梅贝里的座標為38°16′14″N 88°32′55″W / 38.27056°N 88.54861°W，而該地的平均海拔高度為138米（即453英尺）。